# Elezioni presidenziali nelle Comore del 2019
Le elezioni presidenziali nelle Comore del 2019 si sono tenute il 24 marzo.
A seguito del referendum costituzionale del 2018, non è più previsto lo svolgimento di un primo turno in una singola circoscrizione elettorale, laddove, in precedenza, la presidenza era attribuita secondo un meccanismo di rotazione fra tre diverse circoscrizioni (Anjouan, Grande Comore e Mohéli).

## Risultati
| Candidati                   | Partiti                                      | Voti    | %     |
| --------------------------- | -------------------------------------------- | ------- | ----- |
| Azali Assoumani             | Convenzione per il Rinnovamento delle Comore | 96 635  | 60,77 |
| Mahamoud Ahamada            | Indipendente                                 | 23 233  | 14,61 |
| Mouigni Baraka Saïd Soilihi | Indipendente                                 | 8 851   | 5,57  |
| Mohamed Soilihi             | Indipendente                                 | 6 110   | 3,84  |
| Hamidou Karihila            | Indipendente                                 | 3 880   | 2,44  |
| Fahmi Said Ibrahim          | Indipendente                                 | 3 782   | 2,38  |
| Hassani Hamadi              | Indipendente                                 | 3 576   | 2,25  |
| Saïd Larifou                | Indipendente                                 | 3 368   | 2,12  |
| Achmet Saïd                 | Indipendente                                 | 3 326   | 2,09  |
| Ibrahim Ali Mzimba          | Indipendente                                 | 2 185   | 1,37  |
| Ali Mhadji                  | Indipendente                                 | 1 484   | 0,93  |
| Said Djaffar Elmacely       | Indipendente                                 | 1 474   | 0,93  |
| Salim Saadi                 | Indipendente                                 | 1 104   | 0,69  |
| Totale                      | Totale                                       | 159 008 | 100   |